# Gemeenteslachtplaats Utrecht

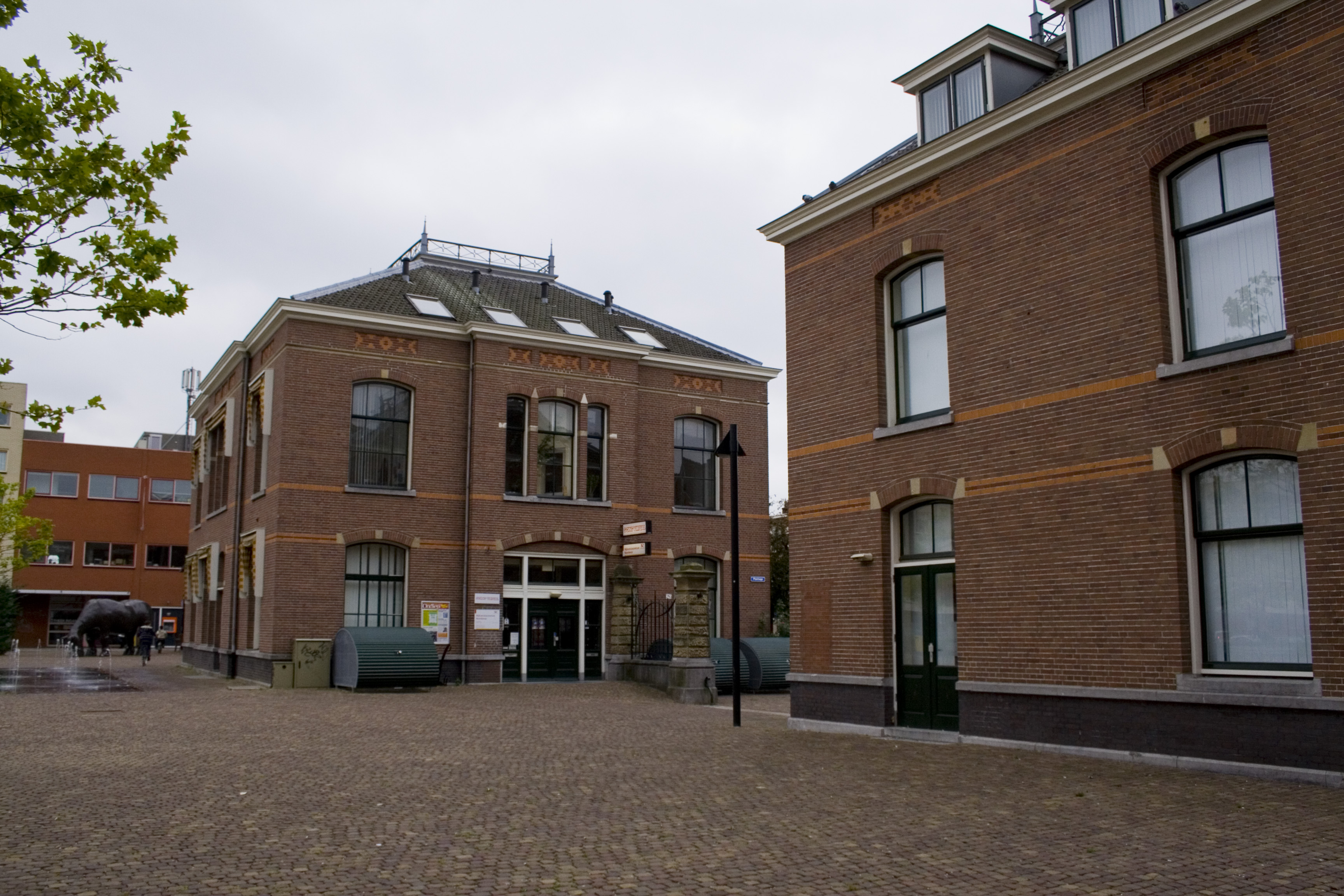
Overgebleven gebouwen van het gemeentelijke slachthuis (links het administratiegebouw, rechts de machinist- en waagmeesterswoning).

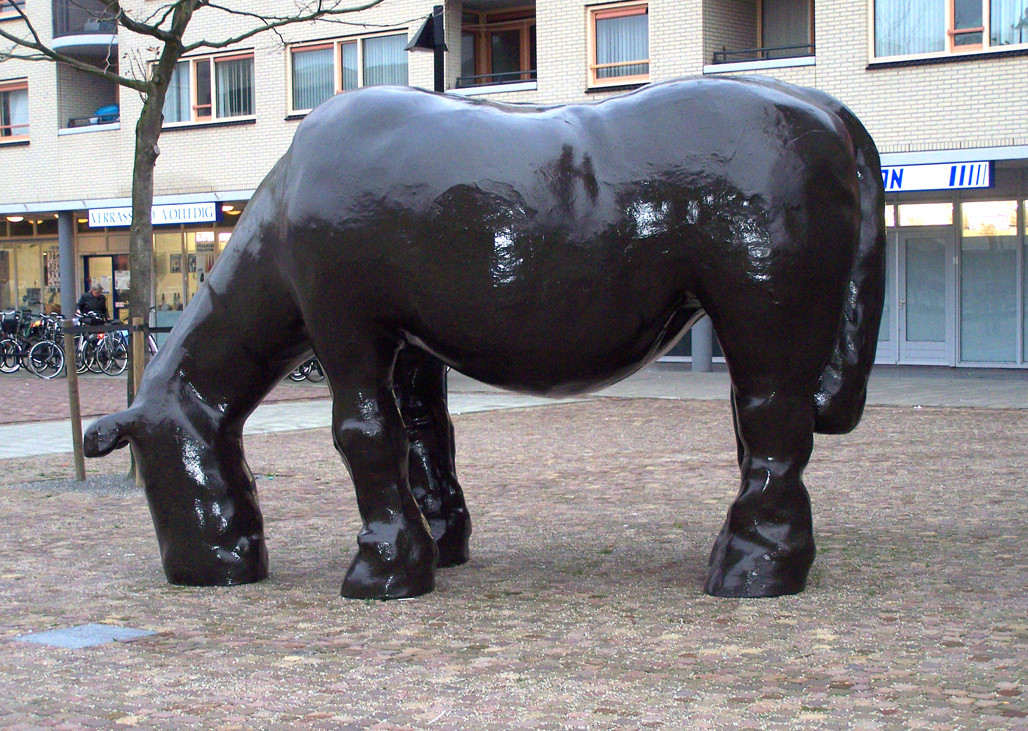
Kunstwerk van Tom Claassen uit 1996 op het terrein van het slachthuis.

De Gemeenteslachtplaats of het Openbaar Slachthuis was een openbaar 20e-eeuws slachthuis aan de Amsterdamsestraatweg in de Nederlandse stad Utrecht.
Het slachthuis verrees omstreeks 1900 aan de rand van de stad en werd in 1901 geopend. (Een deel van) het ontwerp was afkomstig van de stadsarchitect F.J. Nieuwenhuis. Aan de bouw ging een decennialange discussie vooraf. Daarbij kwam binnen de gemeente de verordening dat uitsluitend nog op deze locatie vee geslacht mocht worden met hygiënemaatregelen omtrent het slachtafval. Op een uitgebreid terrein met tal van al dan niet extra bijgebouwde bouwwerken werd onder meer vee en vlees gekeurd, geslacht, verwerkt en gekoeld. Ook omliggende gemeentes maakten gebruik van het openbaar slachthuis. Vanaf 1903 diende het openbaar gemeentelijk slachthuis ook voor destructie van afgekeurd vee en vlees.
In de jaren 1980 kwam het slachthuis onder andere in de financiële problemen. Op 18 december 1986 besloot de gemeenteraad om  het slachthuis per 1 januari 1987 te sluiten. Een jaar later is alles gesloopt, op de schoorsteen en drie naast elkaar staande gebouwen aan de Amsterdamsestraatweg na:
- De machinist- en waagmeesterswoning (Amsterdamsestraatweg 285)
- Het administratiegebouw (Amsterdamsestraatweg 283)
- De directeurswoning (thans Plantage 1A en 1B)

De schoorsteen werd op 27 augustus 1991 met een springlading gesloopt. Het terrein werd vervolgens heringericht met gebouwen met een andere bestemming. In 1996 is het 6000 kilo wegende gietijzeren kunstwerk Drinkend Paard op het terrein geplaatst van de kunstenaar Tom Claassen. Het vormt een verwijzing naar het voormalige slachthuis. De onthulling werd gedaan op 23 mei 1996 door de toenmalige burgemeester Ivo Opstelten, die het paard doopte door een fles bier over hem te gieten. In de volksmond werd het daarna "Ivo het paard" genoemd.

## Verder lezen
- De Benenkluif
- Grote Vleeshuis
- Kleine Vleeshal
- DUIC Het openbaar slachthuis aan de Amsterdamsestraatweg, 2022
- Utrechtsche hygiënische vraagstukken historisch beschouwd, passim